# Fyris (tidning)
Fyris var en dagstidning utgiven i Uppsala från 22 november 1882 till och med 31 december 1897.
Fyris var, i likhet med de äldre konkurrenterna Upsala (grundad 1845) och Upsala-Posten (grundad 1857) konservativ. Initiativtagarna bakom Fyris, Robert Almqvist och Julius Wiksell, ville dock skapa en mer kulturellt och akademiskt inriktad dagstidning.
Kulturbevakningen var mycket omfattande under de första åren, och i redaktionen ingick bland andra Hugo Blomberg, David Davidson, Frans von Schéele och Lawrence Heap Åberg. Historikern Harald Hjärne var en av dem som bidrog med många artiklar. Under 1880-talets andra hälft tonades den kulturella ambitionerna ned. I stället kom tidningen att framstå som ett allmänpolitiskt, konservativt organ, låt vara med nära koppling till universitetet.
I Fyris införde filosofen Pontus Wikner den 13 oktober 1884 en omtalad satir över boströmianernas herravälde över den svenska universitetsfilosofin. Mineralogerna Hjalmar Sjögren och Torbern Fegraeus införde ett upprop i Fyris den 26 november 1884 till stöd för bildandet av en svensk turistförening, vilket några månader senare ledde till grundandet av Svenska Turistföreningen. Ett inlägg i tidningen Fyris den 4 april 1887 utgjorde upptakten till den landsomfattande sedlighetsdebatten. Redaktörer för Fyris var i tur och ordning Karl Erik Otterdahl (1882-83), Johan Peter Wallin (1883-84), Gustaf Sundhammar (1884-93), Hjalmar Wallgren (1893) samt Vilhelm Lundström (1893-97).